# Tractat de la Resurrecció
El Tractat de la Resurrecció també anomenat Lletra a Regí és un dels manuscrits de Nag Hammadi trobats a Egipte, que data de la darreria del segle ii. Va ser conservat en una còpia en llengua copta del Còdex I. Aquest text n'és el penúltim. La creença gnòstica en la resurrecció és en el cor de la fe cristiana. Era el centre de les preguntes i les discussions entre els adeptes de la nova fe. Aquestes discussions continuaren a través dels segles ii i iii, tal com indiquen els diferents tractats dedicats al tema. En aquesta tradició se situà el Tractat de la resurrecció de Nag Hammadi.
El Tractat de la Resurrecció és presentat com un document dirigit per un mestre al seu deixeble anomenat Regí. El text és curt i didàctic, de vuit pàgines, s'assembla a la forma de la discussió filosòfica o la diatriba. L'important d'aquesta carta breu i didàctica radica en la seva interpretació particular poc ortodoxa de l'ensenyança cristiana sobre la supervivència després de la mort. Avanç del final del segle ii, la data probable de la seva composició, els cristians -gnòstics u ortodoxes- lluitaven contra certs desafiaments i dubtes. La immortalitat de l'ànima, la resurrecció del cos, la reencarnació, Quan seria?, després de la mort? o després del retorn final de Crist?, potser, avanç de la mort?. Les ensenyances del Nou Testament eren ambigües sobre diversos d'aquests punts, això no obstant, dins de la gran església es va acordar sobre almenys un punt: el prototip i la base de l'esperança en la supervivència era la resurrecció de Jesucrist.
En aquest tractat, la resurrecció no pot ser trobada en la discussió filosòfica, sinó en la fe en la resurrecció del Senyor. Es presenta lligada a l'encarnació, mort, i resurrecció del Senyor, que representada pels seus seguidors com el sol desplegant els seus raigs lluminosos (45,36 - 40).
La forma d'aquesta resurrecció s'expressa en relació amb la separació de l'home interior, després la mort del cos físic, per posar-se una vestidura de llum. Per contra, els seguidors més fidels, participen per la fe del do de la resurrecció del Senyor (45,24 - 40), una doctrina que és expressada explícitament en l'Evangeli de Felip (56,15 - 19).
L'escriptor és indubtablement un cristià, i la seva fe està firmament arrelada en el Nou Testament. Tot i que, el text revela certes característiques típiques del Valentinisme, com la creença en què la resurrecció ja ha arribat.